# Tanú (jog)
A tanú az a személy, aki az általa észlelt múltbeli tényekről tesz vallomást a bíróság vagy más hatóság előtt. Jogait és kötelezettségeit jogszabályok határozzák meg. 
A tanúvallomás a  bíróság vagy más hatóság által lefolytatott bizonyítási eljárásban gyakran az egyik legfontosabb eszköz.
A büntető perben tanúként az a személy hallgatható ki, akinek bizonyítandó tényről tudomása lehet.
A polgári perben, ha a fél tényállításait tanúkkal kívánja bizonyítani, meg kell jelölnie a bizonyítani kívánt tényeket és be kell jelentenie a tanúk nevét és idézhető címét. A szabálysértési eljárásban a tényállás tanú vallomásával is bizonyítható.
A tanú jogairól és kötelezettségeiről Magyarországon a következő  eljárási törvények rendelkeznek:

## A tanú jogai
1. Vallomás összefüggő előadásának joga
2. Vallomás leírásának joga a büntetőeljárásban
3. Az anyanyelv használatának joga
4. Segítő közreműködésének igénybevétele a büntetőeljárásban
5. Az eljárási törvényekben meghatározott esetekben a tanúvallomás megtagadásának joga
6. A bíróságon való megjelenéssel kapcsolatban felmerült költségeinek bíróság általi megtérítéshez való jog
7. Tanúvédelemhez való jog a büntetőeljárásban
8. A tanú adatainak zártan kezelése a polgári eljárásban
9. A tanú adatainak zártan kezelése a szabálysértési eljárásban

## A tanú kötelezettségei
1. Idézésre történő megjelenés kötelezettsége
2. A tárgyalás rendjének tiszteletben tartása
3. Vallomástételi kötelezettség (v.ö. Tanúvallomás jogosulatlan megtagadása)
4. Igazmondási kötelezettség
5. Közreműködési kötelezettség